# Новосибирский военный институт войск национальной гвардии
Новосибирский ордена Жукова военный институт имени генерала армии И. К. Яковлева войск национальной гвардии Российской Федерации — институт подготовки офицеров в структуре Войск национальной гвардии Российской Федерации.
Начальник военного института — генерал-майор Валерий Викторович Косухин.

## История создания
2 марта 1971 года на основании постановления Совета Министров СССР приказом МВД СССР в Новосибирске было создано военное училище МВД со сроком обучения 3 года. Военный городок училища был построен на Ключ-Камышенском плато — незастроенном пустыре на границе Октябрьского и Первомайского районов города. Первый набор проведён уже в сентябре 1972 года, сформировано два батальона курсантов. 15 октября 1972 года генерал-лейтенант А. Г. Сидоров от имени Президиума Верховного Совета СССР вручил училищу Боевое Знамя.
В мае 1973 года училище преобразовано в высшее военное командное с 4-летним сроком обучения.
В июле 1976 года состоялся первый выпуск офицеров.
С 2009 года институт носит имя генерала армии И. К. Яковлева.
24 октября 2016 года приказом директора Федеральной службы войск национальной гвардии РФ институт был переименован в «Новосибирский военный институт имени генерала армии И.К. Яковлева войск национальной гвардии РФ».

## Показатели деятельности
За 35 лет военный институт подготовил более 8,5 тысяч офицеров для внутренних войск с высшим образованием. Награждено орденами и медалями 187 человек, из которых: орденами — 44 человека и 143 медалями. При этом 64 человека награждены орденами и медалями за участие в действиях по оказанию содействия органам внутренних дел в охране общественного порядка, обеспечении общественной безопасности и правового режима, чрезвычайного положения в республиках Средней Азии, Северного Кавказа и Закавказья.
За высокие результаты, достигнутые в служебно-боевой деятельности, боевой и политической подготовке, укреплении воинской дисциплины и тыловом обеспечении, училище трижды (1986, 1987 и 1991 года) награждалось переходящим Красным Знаменем Министерства внутренних дел СССР.
На основании приказа МВД СССР от 27 августа 1980 года №0630, создано специальное отделение для подготовки слушателей из числа граждан Демократической Республики Афганистан, количеством курсантов 30 человек, срок обучения-4 года. Приказом МВД СССР от 24 августа 1982 года №0445 в связи с очередным набором слушателей введено дополнительно 2 учебных взвода общей численностью 30 слушателей. Специальное отделение реорганизовано в специальный факультет. Подготовка курсантов из Демократической Республики Афганистан производилась до 1987 года.
С 1992 года в связи с проведением реформ в России училище стало именоваться как Новосибирское высшее военное командное училище внутренних войск МВД России, а с июля этого же года, на основании приказа МВД России — переведено на пятилетний срок обучения, с присвоением квалификации «офицер мотострелковых войск с высшим военно-специальным образованием, юрист».
В 2011 году на основании Приказа Главнокомандующего Внутренними войсками МВД РФ введен факультет (разведывательный).
На основании распоряжения Правительства России от 25 января 1999 года № 153 и приказа МВД России № 132 от 22 февраля 1999 года Новосибирское высшее военное командное училище внутренних войск МВД России, после успешно проведенного самообследования, переименовано в Новосибирский военный институт внутренних войск МВД России.

## Руководство
Начальники военного училища
- 1971—1983 гг. — генерал-майор Рожкин, Александр Николаевич[4];
- 1983—1985 гг. — генерал-майор Павлов Лев Васильевич;
- 1985—1988 гг. — генерал-майор Зайцев Анатолий Петрович;
- 1988—1993 гг. — генерал-майор Притворов Леонид Алексеевич;
- 1993—1994 гг. — генерал-майор Горчаков Геннадий Николаевич;
- 1994—1999 гг. — генерал-майор Попков Владимир Васильевич.

Начальники военного института
- 1999—2002 гг. — генерал-майор Столяров Александр Анатольевич;
- 2002—2007 гг. — генерал-майор Стригунов Виктор Николаевич;
- 2007—2019 гг. — генерал-майор Куценко Сергей Андреевич.
- 2019 — н.в. — генерал-майор Косухин Валерий Викторович.

## Выпускники-герои
- Немыткин, Михаил Юрьевич (1970—1995) — старший лейтенант, заместитель командира группы по специальной подготовке отряда специального назначения «Росич» 100-й дивизии оперативного назначения Северо-Кавказского округа внутренних войск МВД России, Герой Российской Федерации (посмертно)[5]Выпускник 2-го батальона Новосибирского высшего военного командного училища МВД России 1993 года.
- Фоменко, Геннадий Дмитриевич (род. 1955) — генерал-майор, Герой Российской Федерации. Выпускник 1-го батальона Новосибирского высшего военного командного училища МВД СССР 1976 года[5].
- Цымановский, Виталий Витальевич (1968—1995) — капитан, Герой Российской Федерации (посмертно). Выпускник 4-го батальона Новосибирского высшего военного командного училища МВД СССР 1991 года[5].
- Шелохвостов, Иван Юрьевич (1978—2003) — старший лейтенант, Герой Российской Федерации (посмертно). Выпускник 5-го батальона Новосибирского военного института внутренних войск МВД России 2000 года[5].
- Гуров, Игорь Владимирович (1970—1996) — старший лейтенант, Герой Российской Федерации (посмертно). Выпускник 1-го батальона Новосибирского высшего военного командного училища внутренних войск МВД России 1992 года.
- майор, Герой Российской Федерации. Выпускник 4-го батальона Новосибирского военного института внутренних войск МВД России 2011 года.